# Bisola Makanjuola
Bisola Makanjuola (ur. 29 sierpnia 1996) – nigeryjska zapaśniczka walcząca w stylu wolnym. Złota medalistka mistrzostw Afryki w 2018 i 2020; srebrna w 2014 i 2017 roku.